# Tossal d'Abacho
El tossal d'Abacho és un turó que es troba al sud-est del municipi valencià de Requena (la Plana d'Utiel). Té una altitud de 710 msnm.